# Nàstia

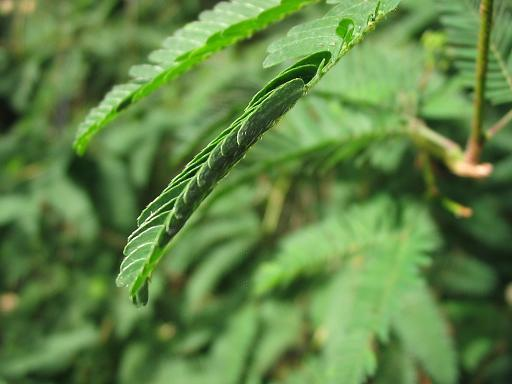
Sismonàstia en una determinada espècie de mimosa.

Una nàstia és un moviment de resposta passatger de determinades zones d'un vegetal davant d'un estímul extern i difús, basat en processos de creixement o en el canvi de turgència de grups de cèl·lules que varien el seu volum mitjançant el control de l'entrada i l'eixida de l'aigua. A diferència dels tropismes, el moviment no va en una direcció determinada.
Les nàsties són moviments actius, reversibles i responen a un estímul, però no són orientats per ells, això significa que la planta pot rebre des de qualsevol costat l'estímul sense afectar la direcció de la reacció.

## Tipus
- Fotonàstia o resposta a la llum, com l'obertura d'algunes flors al de matí o al capvespre.
- Sismonàstia, produïdes quan l'estímul és el contacte, com el moviment de les plantes carnívores i d'alguns tipus de mimosa.
- Termonàstia respon a les variacions de temperatura, com el tancament de la flor de la tulipa.
- Hidronàstia o resposta a la humitat de l'ambient, com en l'obertura dels esporangis en les falgueres.
- Traumatonàstia o resposta produïda per una ferida.